# 디오니지 테타만치
디오니지 테타만치(이탈리아어: Dionigi Tettamanzi, 1934년 3월 14일 ~ 2017년 8월 5일)는 이탈리아 가톨릭교회의 추기경이다. 제노바 대교구장(1995 - 2002)과 밀라노 대교구장(2002 - 2011)을 지냈다.

## 젊은 시절
테타만치는 1934년 3월 14일 이탈리아 밀라노현 레나테에서 태어났다. 세베소의 소신학교와 베네고노인페리오레의 신학교를 다닌 그는 로마의 교황청립 그레고리오 대학교에서 신학 박사학위를 취득했다. 지방 신학교에서 공부한 후, 그는 1957년 6월 28일 훗날 교황 바오로 6세가 되는 조반니 바시트나 몬티니 대주교에 의해 사제 서품을 받았다. 테타만치는 밀라노 대교구의 본당 신부, 마스나고와 세베소 신학교의 교수(1960 - 1966)를 지냈다. 1966년부터 1986년까지는 베네고노 신학교에서 교수로 봉직했다.

## 주교
1989년 7월 1일 교황 요한 바오로 2세는 테타만치를 안코나-오시모의 대주교로 임명했다. 테타만치는 같은 해 9월 23일 밀라노 대성당에서 카를로 마리아 몬티니 추기경에 의해 주교 서품을 받았다. 1991년 4월 6일 교구장직을 사임한 그는 이탈리아 주교회의 사무처장으로 5년 간 봉직했다.
1995년 4월 20일 요한 바오로 2세는 그를 제노바 대교구장에 임명하였다. 그는 1995년 요한 바오로 2세의 회칙 《생명의 복음》(Evangelium Vitae) 초안 작성에 도움을 주었다.

추기경 문장

1998년 2월 21일 추기경회의에서 테타만치는 산 카를로 알 코르소 성당의 사제급 추기경에 서임되었다. 그리고 2002년 7월 11일 마르티니 추기경의 뒤를 이어 밀라노 대교구장에 임명되었다.
2005년 요한 바오로 2세의 뒤를 이을 유력한 새 교황 후보로 거론되었지만, 콘클라베에서 표를 거의 받지 못한 것으로 알려져 있다. 테타만치가 구사할 줄 아는 언어는 이탈리아어 밖에 없었으며, 모국인 이탈리아를 제외하고는 거의 알려지지 않은 인물이었다.
2017년 8월 5일 테타만치는 숙환으로 향년 83세를 일기로 선종하였다.